# Arctic Paper
Arctic Paper S.A. är ett polskt massa- och pappersföretag. Det är moderbolag till massaföretaget Rottneros och till de tre finppappersbruken Arctic Paper Munkedals AB, Arctic Paper Grycksbo AB och Arctic Paper Kostrzyn S.A. i Polen. Fram till 2008 ingick också  Arctic Paper Håfreströms AB med pappersbruk i Åsensbruk och till nedläggningen 2015 det 2008 köpta finpappersbruket i Mochenwangen i Baden-Württemberg i Tyskland.
Arctic Papper har sina rötter i Munkedals bruk, som köptes 1943 av Haakon Onstad (1901–80). Munkedals AB blev 1983 kärnan i Trebruk AB, som 1993 namnändrades till Arctic Paper. Finpappersbruk i Kostrzyn i Polen köptes 1993, finpappersbruket i Mochenwangen 2008 och Grycksbo bruk 2010. Arctic Paper köpte i december 2012 också aktiemajoriteten (51 %) i massatillverkningsföretaget Rottneros AB.
Arctic Paper tillverkar bestruket och obestruket tryckpapper till böcker och grafik.
Aktien i Arctic Paper S.A. är noterad på Warszawa-börsen och sidonoterad på Stockholmsbörsens lista för mindre företag. Företaget är majoritetsägt av Thomas Onstad genom hans ägarbolag Nemus Holding.

## Tillverkningsenheter
- Rottneros bruk, mekanisk pappersmassa
- Vallviks bruk, CTMP (kemitermomekanisk massa)
- Munkedals bruk, grundat 1871
- Finpappersbruk i Kostrzyn nad Odrą i Polen, grundat 1958. köpt 1993
- Grycksbo bruk, grundat 1740, köpt 2010